# سنترال سيتي (دي سي كومكس)
سنترال سيتي هي مدينة أمريكية خيالية تظهر في الكتب المصورة التي تنشرتها دي سي كوميكس. وهي موطن بطل إصدار العصر الفضي البرق (باري آلين)، وقد ظهرت لأول مرة في شوكيس # 4 في سبتمبر - أكتوبر 1956..

## الموقع
تم تحديد موقع سنترال سيتي بشكل غامض على مر السنين، على غرار المدن الخيالية الأخرى في دي سي مثل مدينة غوثام ومتروبوليس. في سبعينيات القرن العشرين، تم الإعلان عن سنترال سيتي بأنها تقع في ولاية أوهايو، حيث تكون مدينة أثينس الحقيقية، أوهايو، (كما هو موضح في فلاش #228 عام 1974). كما ذكر بوب روزاكيس في عمود «اسأل الرجل» أن سنترال سيتي كانت تقع في ولاية أوهايو في عام 1987 في البرق (المجلد 2) #2، والتي نُشرت بعد قصة تغير-الواقع أزمة في الأراضي اللانهائية.
في الآونة الأخيرة، سنترال سيتي قد تقع في معظم الأحيان في ولاية كانساس. الخرائط في شباب العدالة تضع المدينة المركزية في ولاية ميزوري على الجانب الآخر من مدينة كيستون، كانساس. بالإضافة إلى ذلك، فإن المسلسل التلفزيوني البرق 2014 يضع أيضًا مدينة سنترال في ميزوري (على الرغم من أن مشاهد الافتتاح تظهر بورتلاند, أوريغون), بشكل صريح في رسالة مرسلة إلى مختبرات S.T.A.R. في حلقة «الرجل في البدلة الصفراء.» بورتلاند، أوريغون هي أيضاً المدينة في حلقة البرق ضد السهم  في الموسم الأول من المسلسل.
في الحلقة «أسلاف» للرسوم المتحركة شباب العدالة، يمكن الاطلاع على (نسخة طبق الأصل) من قوس جيت واي في خلفية مشاهد تصور سنترال سيتي

## الإحصاءات
لقد تم تصوير سكان سنترال سيتي على أنها ديناميكية على مر السنين. في البرق المجلد2، #2 (1987)، تم الاستشهاد بها كـ 290,000. في عام 1990، أدرج أطلس دي سي وDCe أنها 750,000. بدءًا من البرق ملفات سرية وأصول 2010، يبلغ عدد السكان 1,395,600. في البرق المجلد.4 #1، نقل عن قائد شرطة سنترال سيتي داريل فراي وصفه للسكان بأنه «تضاعف ثلاث مرات» خلال غياب باري آلين لمدة سنوات.

## السكان البارزين
من عام 1956 وحتى عام 1985 تقريبًا (في سنوات النشر)، دافع (باري ألين) عن سنترال سيتي من عدد كبير من الأعداء، من بينهم غوريلا غرود، وكابتن كولد، وذا ويذر ويزارد، وميرور ماستر، وإيوبارد ثون («البرق-العكسي»).
بعد وفاة باري في الأزمة على الأرض اللانهائية، أنتقل معظم خصومه، بالإضافة إلى خليفة باري (ومساعده السابق) والي ويست إلى مدينة كيستون، التي أصبحت بفضل تغير آثار الواقع في الأزمة على الأرض اللانهائية، الآن هي توأم سنترال سيتي (ما قبل الأزمة على الأرض اللانهائية، تقع مدينة كيستون على الأرض الموازية المعروفة باسم الأرض-أثنان، في نفس المساحة تقريباً في سنترال سيتي). بعد ذلك، تم التعامل مع سنترال سيتي كمكان هادئ نسبيًا لم يتم تصويره بشكل متكرر في قصص كتاب الكوميكس، ولكن هذا الوضع قد تغير نتيجة لعودة باري آلين الأخيرة كالبرق.
لم يمض وقت طويل بعد وفاة ألين، في أزمة على الأرض اللانهائية #4 (أغسطس 1987)، تم تصوير سنترال سيتي بأنها تعاني من موجة من العنف العنصري، سببت أو على الأقل تفاقمت من قبل السياسيين البيض والمؤمن بسيادة البيض جيمس دبليو هيلر. في زيه الذي من المفترض يمثل البطل وليام هيل، وايقبض هيلر على المجرمين فقط من غير البيض (يخلق انطباع زائف بأن غير البيض هم المسؤولين في المقام الأول عن النشاط الإجرامي مفي سنترال سيتي) وجند المجرمين البيض لمنظمته «الإمبراطورية الآرية». عندما حاول هيلر للتحريض على مزيد من العنف في اجتماع سياسي حاشد، أنتحل ديدشوت عضو الفرقة الأنتحارية شخصية وليام هيل لمعارضة خطاب هيلر العنصري، وتحولت تمثيلية هيلر الخاصة ضده، لأن «البطل» بالزي أثبت أكثر شعبية لدى الرأي العام من أي سياسي. ارتدى هيلر بسرعة زيه، وليام هيل، شجب ديدشوت / هيل كمحتال، وفي الصراع الذي أعقب ذلك، وليام هيل (هيلر) اصيب بجروح وإصابات وألقى اللوم على أتباع هيلر، ونزع فتيل الصراع العرقي جزئياً عن سنترال سيتي.
انتقل البطل الروبوتي وعضو سابق في فريق مراهقوا التايتنز سايبورغ إلى سنترال سيتي. جزء من هذا يأمل في إثبات نفسه كبطل المدينة المقيم.

## الجغرافيا والمؤسسات والمعالم
خلال السنوات التي تم فيها كتابة سلسلة البرق الثانية من قبل كاري بيتس، تم تقسيم سنترال سيتي على ما يبدو إلى منطقة شمال وجنوب الشرق والغرب، وكذلك منطقة «وسط المدينة».
سنترال سيتي هو موطن من متحف البرق، وهو متحف مخصص لمآثر وذكريات بطل المدينة.
جريدة سنترال سيتي الرئيسية هي سنترال سيتي سيتيزن (التي كانت في السابق أخبار سنترال سيتي المصورة)، والتي أصبحت زوجة باري آيريس وست آلين مراسلة لها مرة أخرى بعد غياب لعدة سنوات.
كما يرى في البرق المجلد. 2# 177، فقد طورت منطقة المسرح المزدهرة، في المرتبة الثانية بعد مدينة نيويورك.
في وقت لاحق، تم هدم الكثير من سنترال سيتي من قبل الروجز، الذين يعملون بموجب أوامر من نقابة الجريمة ذات الأبعاد الأخرى. وبسبب سوء الفهم وبآداب الملذات الخاصة، لم تتضرر سوى الممتلكات، وتجنبوا أخذ الأرواح.

## في وسائل الإعلام الأخرى

### التلفاز
- سنترال سيتي هو مكان المسلسل التلفزيوني لعام 1990 البرق.
- تم ذكر سنترال سيتي في حلقة «فتاتي» سوبرمان: سلسلة الرسوم المتحركة.
- تظهر سنترال سيتي في فرقة العدالة حلقة «الشجاع والجريء».
- تظهر سنترال سيتي في فرقة العدالة غير المحدودة حلقة «البرق» و «الجوهر».
- يشار إلى سنترال سيتي في السهم حلقة «الخلاص». تذكر أم لوريل لانس، دينا، التقاط العين-الحمراء إلى سنترال سيتي؛ «يجب أن يكون المنزل في البرق.» في الموسم 2 حلقة «عالم»، يساعد CSI باري ألين شرطة مدينة ستارلينغ سيتي في أقتحام ووسرقة في مستودع كوين من قبل سايروس غولد. في «ثلاث أشباح» يعود باري إلى سنترال سيتي ولكنه يقع في انفجار من مختبرات ستار. في «انفجار الشعاع»، كانت فيليسيتي تقيم في المدينة للتحقق من باري بعد الانفجار.
- سنترال سيتي هو المكان في سلسلة السهم العرضية لعام 2014 البرق. بحسب رسالة بعث بها إلى مختبرات S. T. A. R. في حلقة «الرجل في الحلة الصفراء»، فإنه يضع سنترال سيتي في ولاية ميزوري. سنترال سيتي، مثل ستار سيتي، التي تمثلها فانكوفر، كولومبيا البريطانية. كما أنها ممثلة في بورتلاند, ولاية أوريغون.
- تم ذكر سنترال سيتي في الموسم الأول من غوثام.
- في سوبرغيرل حلقة «أرقى العالمين» (حلقة تقاطع مع البرق), يتحقق باري من وجود سنترال سيتي في عالم سوبرغيرل. يبدو أن هاريسون ويلز، وسيسكو رامون، وكاتلين سنو غير موجودين، ولم يتم تأسيس مختبرات S.T.A.R. كنتيجة لغياب ويلز.
- كانت سنترال سيتي مكانًا في برنامج «كرتون نتوورك» التلفزيوني شباب العدالة.

### الفيلم
- ظهرت سنترال سيتي في فيلم عام 2017 فرقة العدالة.

### ألعاب الفيديو
- تظهر سنترال سيتي في عالم دي سي أون لاين. يمكن الوصول إليها إذا كان لدى اللاعب محتوى ضربات البرق القابل للتنزيل.
- في باتمان: أركام أوريجنز، في بيرنلي هناك لوحة تحمل أسماء عدة مدن بما في ذلك سنترال سيتي.
- يتم الأشارة من سنترال سيتي في باتمان: أركام نايت كمكان إقامة سيمون ستاغ. ذكر جنود الميليشيات بأنها محمية من قبل بطل خارق، في إشارة إلى البرق.

### الحدائق
- تظهر سنترال سيتي في فرقة العدالة: غزو الفضائيين 3D، وهي رحلة داكنة أنشأتها شركة سالي لعالم أفلام وارنر براذرز. تم تصميمها من قبل ريتش هيل، كبير مصممي مجموعة سالي.

## وصلات خارجية
- معلومات عن سنترال سيتي من معجبين البرق«أولئك الذين ركبوا البرق»

الدخول لسنترال سيتي على DCDatabaseProject